# Proclossiana ursadentis
Proclossiana ursadentis är en fjärilsart som beskrevs av Ferris och Groothuis 1971. Proclossiana ursadentis ingår i släktet Proclossiana och familjen praktfjärilar. Inga underarter finns listade i Catalogue of Life.